# Liobagrus nigricauda
Liobagrus nigricauda là một loài cá thuộc họ Amblycipitidae. Nó là loài đặc hữu của Trung Quốc.